# 쓰쓰미 요시아키

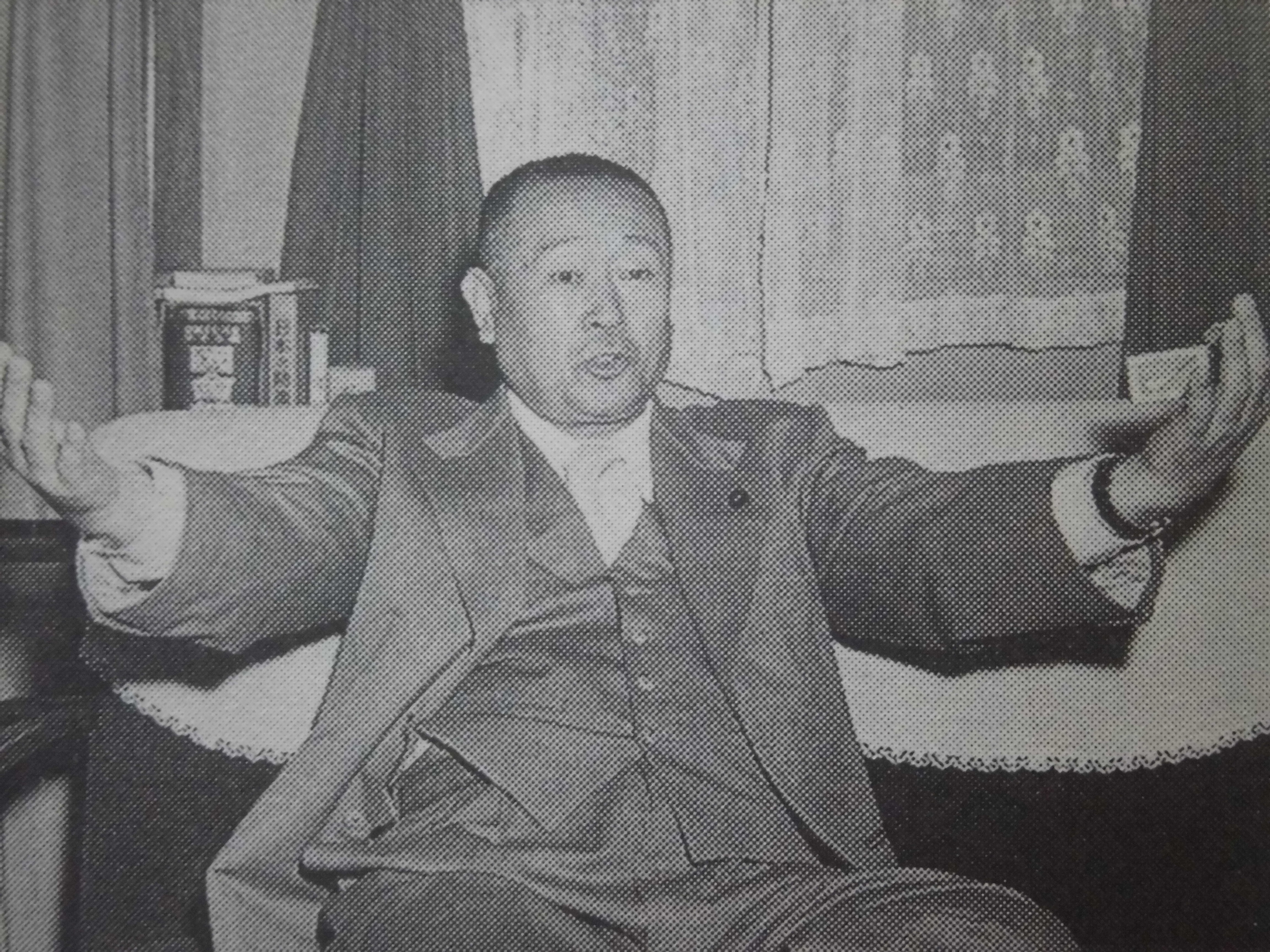

쓰쓰미 요시아키(堤義明, 1934년 5월 29일 ~ )는 일본의 사업가이다. 일본의 거품 경제 기간 동안 포브스는 쓰쓰미가 자신이 관리하는 세이부사를 통한 광범위한 부동산 투자로 인해 1987~94년 동안 세계에서 가장 부유한 사람으로 선정했다. 1987년에 그의 순자산은 200억 달러(오늘날 가치로 약 415억 달러)였다. 그러나 일련의 스캔들과 2005년 체포로 인해 그의 순자산은 2007년 포브스 억만장자 목록에서 제외될 정도로 떨어졌다.

## 어린시절
쓰쓰미는 1934년 5월 29일 사업가 쓰쓰미 야스지로와 그의 여주인 이시자카 츠네코 사이에서 태어났다. 그는 야스지로의 일곱 자녀 중 한 명으로 츠네코와 그의 두 남동생 야스히로 및 유지와 함께 도쿄 교외에서 어린 시절을 보냈다. 7세쯤 되었을 때 그는 당시 14세였던 이복형 쓰쓰미 세이지를 만났다. 두 사람의 관계는 그다지 좋지 않았다.
쓰쓰미는 아버지의 성격을 물려받았다. 그는 청사진을 쥐는 것과 같은 간단한 일부터 시작하여 초등학교 때 아버지의 사업을 돕기 시작했다고 주장했다. 그의 아버지는 그에게 신체적 징계를 가했지만 쓰쓰미는 그가 가장 좋아하는 사람으로 알려져 있으며, 이로 인해 그는 상당한 기업 및 정치적 영향력을 얻게 되었다.
쓰쓰미는 1957년 와세다대학을 졸업했다.